# با من بیا (ترانه)
با من بیا آهنگی است اثر خواننده ی پورتوریکویی،ریکی مارتین که در سال ۲۰۱۳ منتشر شد. این آهنگ دارای دو ورژن است یکی انگلیسی و دیگری اسپانیایی. این آهنگ توسط سونی موزیک لاتین منتشر شد و توسط آنتونی اگیزی، لان کیدرون و دیوید موسوجی نوشته شده است. تهیه کنندگان آن دی ان ای موزیک و لان کیدرون هستند و این آهنگ فاغد آلبوم می باشد. در چارت استرالیا (آریا) رتبه سوم را دارد و در چارت های کشور های دیگر رتبه ی چشم گیر داشت.

## موزیک ویدئو
ریکی مارتین برای این آهنگ دو بار موزیک ویدئو در ۱۹ جون ۲۰۱۳ فیلم برداری کرده است. ورژن اسپانیایی آن در ۱۴ اوت به نمایش در آمد. در هفته ی بعد، در ۲۱ اوت ۲۰۱۳ هر دو ورژن را در شبکه ی ویوو منتشر شد.